# Giorgi Nikoladze
Giorgi Nikoladze (11 de agosto de 1888-22 de septiembre de 1931) fue un matemático, metalúrgico, traductor, gimnasta y alpinista georgiano. Trabajó como profesor en la Universidad Estatal de Tiflis y como traductor de lenguaje técnico al georgiano. También fue cofundador de la Unión Matemática de Georgia, fundador de la primera sociedad de gimnasia georgiana, Shevardeni, y dirigió la cumbre del monte Kazbek.

## Biografía
Hijo del escritor Niko Nikoladze y la bióloga Olga Guramishvili-Nikoladze, y miembro de la familia noble Nikoladze, Giorgi Nikoladze nació el 11 de agosto de 1888 en  en Georgia, entonces parte del Imperio ruso. Estudió primero en el Primer Gimnasio Clásico de Tbilisi de 1898 a 1906, luego en el Instituto Estatal de Tecnología de San Petersburgo hasta 1913, donde obtuvo el Diploma de Ingeniero Tecnológico en Metalurgia. Luego comenzó a trabajar en la Planta Metalúrgica de Tula, para luego trasladarse a la Planta Metalúrgica de Donetsk en el departamento de ingeniería y finalmente regresó a Georgia en 1918.
De 1918 a 1928 trabajó como conferenciante y luego profesor en la Universidad Estatal de Tiflis, y obtuvo un doctorado de la facultad de ciencias en la Universidad de París en 1928 por su disertación en geometría. Nikoladze también fue un ávido gimnasta que fue partidario del movimiento Sokol y fundó la primera sociedad de gimnasia georgiana, Shevardeni, en 1918. En 1920, publicó conjuntamente con Archil Kharadze y Nikoloz Muskhelishvili un «Diccionario ruso-georgiano y georgiano-ruso de términos matemáticos». Con este y otros proyectos de traducción, Nikoladze buscó establecer un lenguaje técnico uniforme en georgiano.
Junto con Kharadze, Muskhelishvli y Andrea Razmadze, fundó la Unión Matemática de Georgia en 1923. Nikoladze también tenía un interés de larga data en el alpinismo desde su infancia, y en agosto de ese mismo año, dirigió con éxito una expedición a la cumbre del Monte Kazbek de 5000 metros de altura. Estuvo casado con Georgetta Gambashidze. Murió el 22 de septiembre de 1931 en Tiflis.

## Legado
Aunque Nikoladze era poco conocido fuera de la Unión Soviética, se le describió como «uno de los fundadores de la sección de matemáticas en Tiflis [Tbilisi] y un pionero en el desarrollo técnico y científico del Cáucaso». Un busto monumental dedicado a él se encuentra en la Plaza Memorial Giorgi Nikoladze en Zestafoni.
En 2016, el historiador georgiano Paata Natsvlishvili planteó la hipótesis de que Nikoladze era en realidad el «niño francés desconocido» que ganó el oro en los Juegos Olímpicos de París 1900. Según Natsvlishvili, la hermana de Nikoladze le había contado en una entrevista en los años 1980 que su hermano había ganado una carrera de botes en Francia y que la familia había estado de gira por Europa en el momento de los Juegos Olímpicos. Sin embargo, algunos historiadores de la Sociedad Internacional de Historiadores Olímpicos no estaban convencidos de que Nikoladze fuera realmente el niño desconocido debido a la evidencia circunstancial. El historiador Bill Mallon dijo que el niño desconocido sólo se parecía «un poco» a Nikoladze.

## Lectura adicional
- Боголюбов, Алексей Николаевич (1973). Георгий Николаевич Николадзе: (1888-1931) [Georgy Nikolaevich Nikoladze: (1888-1931)] (en ruso). "Наука.
- «ნიკოლაძე გიორგი ნიკოლოზის ძე» [Nikoladze Giorgi Nikoladze]. Enciclopedia Soviética de Georgia (en georgiano) 7. Tiflis. 1984. p. 431.

- Datos: Q12863234
- Multimedia: George Nikoladze / Q12863234